# Asicya
Asicya is een vliegengeslacht uit de familie van de roofvliegen (Asilidae).

## Soorten
- A. fasciata Lynch Arribálzaga, 1880